# フェイエノールトの選手一覧
フェイエノールトの選手一覧（フェイエノールトのせんしゅいちらん）は、フェイエノールトに所属経験のある選手の一覧。

## ゴールキーパー (GK)
- エト・デ・フーイ 1999-2007
- イェジー・ドゥデク 1996-2001
- ジュスティン・バイロー 2016-

## ディフェンダー (DF)
| - ビム・ヤンセン 1965-1980 - リヌス・イスラエル 1966-1974 - イヴァン・ニールセン 1979-1986 - ジョバンニ・ファン・ブロンクホルスト 1993-1998 - ロナルド・クーマン 1995-1997 - 宋鐘國 2002-2005 - ロン・フラール 2006-2012 | - ステファン・デ・フライ 2009-2014 - ヨリス・マタイセン 2012-2015 - タイレル・マラシア 2017-2022 - ダーヴィド・ハンツコ 2022- |

## ミッドフィールダー (MF)
| - ヴィレム・ファン・ハネヘム 1968-1976 - テオ・デ・ヨング 1972-1977 - ルート・フリット 1982-1985 - ロブ・ウィツヘ 1991-1996 - ポール・ボスフェルト 1997-2003 - トーマス・ブッフェル 1999-2005 - ブレット・エマートン 2000-2003 - 小野伸二 2001-2005 | - ヌリ・シャヒン 2007-2008 - ジョルジニオ・ワイナルドゥム 2007-2011 - デニー・ランツァート 2008-2010 - ソフィアン・アムラバト 2017-2018 - セバスティアン・シマンスキ 2022- |

## フォワード (FW)
- クーン・ムーライン 1955-1972
- アンドレイ・ジェリャズコフ 1981-1984
- ヨハン・クライフ 1983-1984
- ヨニー・レップ 1984-1986
- キプリッチ・ヨージェフ 1989-1995
- ヘンリク・ラーション 1993-1997
- フリオ・クルス 1997-2000
- ボナベントゥル・カルー 1997-2003
- ヨン・ダール・トマソン 1998-2002, 2008-2011
- ヨハン・エルマンデル 2000-2004
- エウゼビウシュ・スモラレク 2000-2005
- ピエール・ファン・ホーイドンク 2001-2003, 2006-2007
- ロビン・ファン・ペルシ 2001-2004, 2018-2019
- サロモン・カルー 2003-2006
- ダンコ・ラゾビッチ 2003-2006
- ディルク・カイト 2003-2006, 2015-2017
- アンゲロス・ハリステアス 2006-2007
- ロイ・マカーイ 2007-2010
- グラツィアーノ・ペッレ 2012-2013, 2013-2014
- ステフェン・ベルハイス 2016-2017, 2017-2021
- ニコライ・ヨルゲンセン 2016-2021
- アリレザ・ジャハンバフシュ 2021-
- 上田綺世 2023-